# Grande Prêmio da Áustria de 2017 (MotoGP)
O Grande Prêmio da MotoGP da Áustria de 2017 ocorreu em 13 de agosto.

## Resultados

### Classificação MotoGP
| Pos | Piloto           | Equipe                      | Moto    | Tempo     | Pontos |
| --- | ---------------- | --------------------------- | ------- | --------- | ------ |
| 1   | Andrea Dovizioso | Ducati Team                 | Ducati  | 39'43.323 | 25     |
| 2   | Marc Marquez     | Repsol Honda Team           | Honda   | +0.176    | 20     |
| 3   | Dani Pedrosa     | Repsol Honda Team           | Honda   | +2.661    | 16     |
| 4   | Jorge Lorenzo    | Ducati Team                 | Ducati  | +6.663    | 13     |
| 5   | Johann Zarco     | Monster Yamaha Tech 3       | Yamaha  | +7.262    | 11     |
| 6   | Maverick Viñales | Movistar Yamaha MotoGP      | Yamaha  | +7.447    | 10     |
| 7   | Valentino Rossi  | Movistar Yamaha MotoGP      | Yamaha  | +8.995    | 9      |
| 8   | Alvaro Bautista  | Pull&Bear Aspar Team        | Ducati  | +14.515   | 8      |
| 9   | Loris Baz        | Reale Avintia Racing        | Ducati  | +19.620   | 7      |
| 10  | Mika Kallio      | Red Bull KTM Factory Racing | KTM     | +19.766   | 6      |
| 11  | Andrea Iannone   | Team SUZUKI ECSTAR          | Suzuki  | +20.101   | 5      |
| 12  | Scott Redding    | OCTO Pramac Racing          | Ducati  | +25.523   | 4      |
| 13  | Aleix Espargaro  | Aprilia Racing Team Gresini | Aprilia | +26.700   | 3      |
| 14  | Karel Abraham    | Pull&Bear Aspar Team        | Ducati  | +27.321   | 2      |
| 15  | Cal Crutchlow    | LCR Honda                   | Honda   | +28.096   | 1      |
| 16  | Alex Rins        | Team SUZUKI ECSTAR          | Suzuki  | +32.912   | 0      |
| 17  | Hector Barbera   | Reale Avintia Racing        | Ducati  | +34.112   | 0      |
| 18  | Bradley Smith    | Red Bull KTM Factory Racing | KTM     | +36.423   | 0      |
| 19  | Tito Rabat       | EG 0,0 Marc VDS             | Honda   | +42.404   | 0      |
| 20  | Sam Lowes        | Aprilia Racing Team Gresini | Aprilia | +52.492   | 0      |

### Classificação Moto2
| Pos | Piloto             | Equipe                     | Moto     | Tempo     | Pontos |
| --- | ------------------ | -------------------------- | -------- | --------- | ------ |
| 1   | Franco Morbidelli  | EG 0,0 Marc VDS            | Kalex    | 37'39.370 | 25     |
| 2   | Alex Marquez       | EG 0,0 Marc VDS            | Kalex    | +1.312    | 20     |
| 3   | Thomas Luthi       | CarXpert Interwetten       | Kalex    | +2.544    | 16     |
| 4   | Francesco Bagnaia  | SKY Racing Team VR46       | Kalex    | +3.070    | 13     |
| 5   | Mattia Pasini      | Italtrans Racing Team      | Kalex    | +3.745    | 11     |
| 6   | Takaaki Nakagami   | IDEMITSU Honda Team Asia   | Kalex    | +8.827    | 10     |
| 7   | Brad Binder        | Red Bull KTM Ajo           | KTM      | +9.018    | 9      |
| 8   | Jorge Navarro      | Federal Oil Gresini Moto2  | Kalex    | +13.692   | 8      |
| 9   | Dominique Aegerter | Kiefer Racing              | Suter    | +14.955   | 7      |
| 10  | Hafizh Syahrin     | Petronas Raceline Malaysia | Kalex    | +18.997   | 6      |
| 11  | Simone Corsi       | Speed Up Racing            | Speed Up | +21.887   | 5      |
| 12  | Tetsuta Nagashima  | Teluru SAG Team            | Kalex    | +22.028   | 4      |
| 13  | Axel Pons          | RW Racing GP               | Kalex    | +23.008   | 3      |
| 14  | Edgar Pons         | Pons HP40                  | Kalex    | +23.290   | 2      |
| 15  | Remy Gardner       | Tech 3 Racing              | Tech 3   | +25.128   | 1      |
| 16  | Augusto Fernandez  | Speed Up Racing            | Speed Up | +33.460   | 0      |
| 17  | Khairul Idham Pawi | IDEMITSU Honda Team Asia   | Kalex    | +33.931   | 0      |
| 18  | Jesko Raffin       | Garage Plus Interwetten    | Kalex    | +40.110   | 0      |
| 19  | Joe Roberts        | AGR Team                   | Kalex    | +43.888   | 0      |
| 20  | Tarran Mackenzie   | Kiefer Racing              | Suter    | +46.097   | 0      |
| 21  | Iker Lecuona       | Garage Plus Interwetten    | Kalex    | 2 voltas  | 0      |

### Classificação Moto3
| Pos | Piloto                | Equipe                     | Moto     | Tempo     | Pontos |
| --- | --------------------- | -------------------------- | -------- | --------- | ------ |
| 1   | Joan Mir              | Leopard Racing             | Honda    | 37'23.124 | 25     |
| 2   | Philipp Oettl         | Südmetall Schedl GP Racing | KTM      | +3.045    | 20     |
| 3   | Jorge Martin          | Del Conca Gresini Moto3    | Honda    | +3.377    | 16     |
| 4   | Livio Loi             | Leopard Racing             | Honda    | +3.385    | 13     |
| 5   | Aron Canet            | Estrella Galicia 0,0       | Honda    | +3.502    | 11     |
| 6   | Fabio Di Giannantonio | Del Conca Gresini Moto3    | Honda    | +3.730    | 10     |
| 7   | Gabriel Rodrigo       | RBA BOE Racing Team        | KTM      | +3.804    | 9      |
| 8   | Adam Norrodin         | SIC Racing Team            | Honda    | +4.183    | 8      |
| 9   | Jaume Masia           | Platinum Bay Real Estate   | KTM      | +4.310    | 7      |
| 10  | Enea Bastianini       | Estrella Galicia 0,0       | Honda    | +4.858    | 6      |
| 11  | Nicolo Bulega         | SKY Racing Team VR46       | KTM      | +4.887    | 5      |
| 12  | Marcos Ramirez        | Platinum Bay Real Estate   | KTM      | +5.054    | 4      |
| 13  | Romano Fenati         | Marinelli Rivacold Snipers | Honda    | +5.080    | 3      |
| 14  | Juanfran Guevara      | RBA BOE Racing Team        | KTM      | +7.015    | 2      |
| 15  | Kaito Toba            | Honda Team Asia            | Honda    | +16.246   | 1      |
| 16  | Jules Danilo          | Marinelli Rivacold Snipers | Honda    | +16.447   | 0      |
| 17  | Tony Arbolino         | SIC58 Squadra Corse        | Honda    | +16.449   | 0      |
| 18  | Ayumu Sasaki          | SIC Racing Team            | Honda    | +16.653   | 0      |
| 19  | Manuel Pagliani       | CIP                        | Mahindra | +16.673   | 0      |
| 20  | Jakub Kornfeil        | Peugeot MC Saxoprint       | Peugeot  | +17.077   | 0      |
| 21  | Andrea Migno          | SKY Racing Team VR46       | KTM      | +34.984   | 0      |
| 22  | Maria Herrera         | AGR Team                   | KTM      | +43.607   | 0      |
| 23  | Maximilian Kofler     | Motorsport Kofler E.U.     | KTM      | +57.874   | 0      |
| 24  | Patrik Pulkkinen      | Peugeot MC Saxoprint       | Peugeot  | +57.982   | 0      |